# Цельман, Цви
Цви Цельман (идиш צבֿי הערשל צעלמאַן‎, Цви Эршл (Гершл) Цельман, в башкирский период жизни — Герш (Григорий) Моисеевич Цельман; 6 июня 1912, Капрешты, Сорокский уезд, Бессарабская губерния — 5 октября 1972, Уфа) — еврейский поэт, писал на идише и иврите.

## Биография
Эршл Цельман родился в бессарабском еврейском местечке Капрешты на берегу реки Реут (теперь Флорештский район Молдовы) в семье Мойше и Злотэ Цельман. Учился в хедере, с 1931 года — в Черновицкой Учительской Семинарии (учителей идиша и древнееврейского языка) вместе с другими будущими литераторами Ихилом Шрайбманом, Лейзером Подрячиком, Меером Харацем и Бэрлом Ройзеном. Начал печататься стихотворениями на иврите в годы обучения в семинарии.
После окончания семинарии переехал в Бухарест, где публиковал стихотворения на идише. В конце 1930-х гг. в Бухаресте же в издательстве «Инэйнэм» (Вместе) выпустил 3 поэтических сборника на идише, включая большую поэму «Блут» (Кровь). Стихотворения на иврите печатал в газете «ха-Олам» (Мир, Берлин) — вероятно единственный из ивритских литераторов Бессарабии, который печатался исключительно за пределами края.
После перехода Бессарабии к СССР жил в Капрештах, но больше не печатался. С началом Великой Отечественной войны был призван в дорожно-строительный батальон, к концу войны переведён вместе с батальоном на восстановительные работы в Башкирии.
После войны состоял на службе в должности коменданта уфимского завода «Строймонтаж». С 1959 года работал заправщиком автомашин и рабочим склада в строительно-монтажном поезде № 147 в Уфе; вышел на пенсию 6 июня 1972 года и умер 5 октября того же года. Никаких попыток публиковать свои произведения в СССР не предпринимал. Неизданные рукописи и архив писателя сохранились у его сына Петра Афонина и были впервые опубликованы в 2022 году.

## Книги на идише
- מאַסקן-קאַראַהאָד (Mаскн-караход. Лид ун тфилэ — хоровод масок, стихотворения и молитвы). Бухарест: Инэйнэм, 1937[4].
- בלוט (Блут — кровь, поэма). Бухарест: Инэйнэм, 1939.
- ציגײַנער-מאָטיװן (Цигайнэр-мотивн — цыганские мотивы, стихотворения). Бухарест: Инэйнэм, 1940.